# Liste der denkmalgeschützten Objekte in Wildermieming
Die Liste der denkmalgeschützten Objekte in Wildermieming enthält die 13 denkmalgeschützten, unbeweglichen Objekte der Gemeinde Wildermieming.

## Denkmäler
| Foto  |                 | Denkmal                                                                                 | Standort                                             | Beschreibung | Metadaten |
| ----- | --------------- | --------------------------------------------------------------------------------------- | ---------------------------------------------------- | --- | --- |
| ja    | Datei hochladen | Kapelle hl. Afra HERIS-ID: 93719 Objekt-ID: 108792 TKK: 69788                           | bei Afraweg 1 Standort KG: Wildermieming             | Die zweijochige gemauerte Kapelle mit dreiseitigem Chorschluss, steilem Satteldach und offenem Dachreiter wurde im 18. Jahrhundert errichtet. Das Innere ist mit einer durch Stuckgesimse abgesetzten flachen Stichkappentonne gedeckt, die modernen Glasfenster wurden von Chryseldis Hofer-Mitterer gestaltet. | BDA-Hist.: Q37762815 Status: § 2a Stand der BDA-Liste: 2025-06-30 Name: Kapelle hl. Afra GstNr.: .464, .465 Kapelle hl. Afra                 |
| ja BW | Datei hochladen | Kath. Pfarrkirche hl. Nikolaus und Friedhof HERIS-ID: 56020 Objekt-ID: 64968 TKK: 29291 | neben Dorfstraße 1 Standort KG: Wildermieming        | Eine Kirche wurde 1352 urkundlich genannt. 1471 wurde ein geosteter Kirchenbau genannt. Der heutige genordete Bau wurde 1754 genannt und 1761 geweiht. Nach einem Brand (1876) erfolgte eine neuromanische Umgestaltung. Von 1962 bis 1966 war eine Restaurierung. | BDA-Hist.: Q23541930 Status: § 2a Stand der BDA-Liste: 2025-06-30 Name: Kath. Pfarrkirche hl. Nikolaus und Friedhof GstNr.: .400, .401, 2633 |
| ja    | Datei hochladen | Friedhofskapelle, Ölbergkapelle HERIS-ID: 93680 Objekt-ID: 108744 TKK: 29292            | Dorfstraße 1, in der Nähe Standort KG: Wildermieming | Die in die westliche Friedhofsmauer eingebundene Kapelle wurde Ende des 18. Jahrhunderts errichtet. Die offene Kapelle mit Satteldach, vorgeblendetem geschweiften Fassadengiebel über gemalten Pfeilern und Rundbogenportal zeigt im Giebelfeld ein Wandbild des Auferstandenen, im stichkappengewölbten Innenraum eine Ölbergszene mit Stifter und Jesu Abschied von seiner Mutter vom Ende des 19. Jahrhunderts. | BDA-Hist.: Q37762727 Status: § 2a Stand der BDA-Liste: 2025-06-30 Name: Friedhofskapelle, Ölbergkapelle GstNr.: .401                         |
| ja    | Datei hochladen | Bauernhaus, Schule HERIS-ID: 46864 Objekt-ID: 49158 TKK: 69793                          | Dorfstraße 5 Standort KG: Wildermieming              | Der zur Gänze gemauerte, zweigeschoßige, längsgeteilte Einhof mit steilem Satteldach stammt im Kern vom Anfang des 18. Jahrhunderts und diente von 1777 bis 1848 als erste Schule des Ortes. An der symmetrischen Eingangsfront befindet sich ein kleiner gusseiserner Balkon im Giebelfeld, die Mauerkanten und -öffnungen sind durch Putzfaschen betont. Im Inneren befinden sich gewölbte Räume. | BDA-Hist.: Q38024273 Status: Bescheid Stand der BDA-Liste: 2025-06-30 Name: Bauernhaus, Schule GstNr.: .408                                  |
| ja    | Datei hochladen | Barockgarten HERIS-ID: 93731 Objekt-ID: 108805 TKK: 69794                               | gegenüber Dorfstraße 5 Standort KG: Wildermieming    | Der Garten südlich des Bauernhauses Wildermieming 32 wurde Anfang des 18. Jahrhunderts angelegt. Die barocke Gartenanlage ist von gemauerten Pfeilern mit bekrönenden Kugeln und einem Holzlattenzaun umgeben und mit gelegten Steinen in vier Bereiche geteilt, im Mittelpunkt befindet sich eine Blumeninsel. | BDA-Hist.: Q37762867 Status: Bescheid Stand der BDA-Liste: 2025-06-30 Name: Barockgarten GstNr.: 2579                                        |
| ja    | Datei hochladen | Brunnen mit hl. Johannes Nepomuk HERIS-ID: 93689 Objekt-ID: 108755 TKK: 69798           | neben Dorfstraße 13 Standort KG: Wildermieming       | Der Brunnen besteht aus einem wuchtigen quadratischen Steintrog von 1889 und einer runden hölzernen Brunnensäule mit einer barocken Statue des hl. Johannes Nepomuk aus der 2. Hälfte des 18. Jahrhunderts unter einem schmiedeeisernen Dach. | BDA-Hist.: Q37762746 Status: § 2a Stand der BDA-Liste: 2025-06-30 Name: Brunnen mit hl. Johannes Nepomuk GstNr.: .444                        |
| ja    | Datei hochladen | Kapelle Hl. Dreifaltigkeit HERIS-ID: 93705 Objekt-ID: 108773 TKK: 29296                 | bei Holzgasse 16 Standort KG: Wildermieming          | Die kleine, gemauerte Kapelle stammt aus dem 17. Jahrhundert. Sie hat an der Giebelfassade ein mit einem flachen Spitzbogen geschlossenes Portal, darüber eine Rechtecknische mit gemaltem Auge Gottes. Der Innenraum weist ein Kreuzgewölbe auf stuckierten Konsolen auf. | BDA-Hist.: Q37762777 Status: § 2a Stand der BDA-Liste: 2025-06-30 Name: Kapelle Hl. Dreifaltigkeit GstNr.: .340                              |
| ja    | Datei hochladen | Bauernhaus Wackerle HERIS-ID: 40371 Objekt-ID: 40298 TKK: 69792                         | Mühlgasse 3 Standort KG: Wildermieming               | Der zweigeschoßige Einhof mit Satteldach wurde 1779 erbaut. Der Wohnteil ist gemauert mit einem offenen Bundwerkgiebel, der rückwärts anschließende Wirtschaftsteil ist über dem gemauerten Erdgeschoß in Ständerbauweise aufgeführt. Die Giebelfassade zeigt Wandbilder der Maria Immaculata, der hll. Franziskus, Josef und Antonius sowie eine Sonnenuhr, die Josef Anton Puellacher zugeschrieben werden. Im Inneren haben sich Stichkappengewölbe in Flur und Keller sowie eine Rauchküche erhalten. | BDA-Hist.: Q37994386 Status: Bescheid Stand der BDA-Liste: 2025-06-30 Name: Bauernhaus Wackerle GstNr.: .425, .426                           |
| ja    | Datei hochladen | Kapelle hl. Martin, Letten-Kapelle HERIS-ID: 93711 Objekt-ID: 108781 TKK: 29297         | nördlich Mühlgasse 16 Standort KG: Wildermieming     | Die gemauerte, turmlose Kapelle mit steilem Satteldach wurde Ende des 18. Jahrhunderts errichtet. Die Giebelfassade zeigt eine Rundbogentür und zwei Ochsenaugen, der Innenraum weist ein Kreuzgewölbe auf. | BDA-Hist.: Q37762804 Status: § 2a Stand der BDA-Liste: 2025-06-30 Name: Kapelle hl. Martin, Letten-Kapelle GstNr.: .473 Letten-Kapelle       |
| ja    | Datei hochladen | Kapelle hl. Rochus HERIS-ID: 93695 Objekt-ID: 108763 TKK: 29295                         | nordöstlich Rochusweg 1 Standort KG: Wildermieming   | Die gemauerte, turmlose, einjochige Pestkapelle mit Rundapsis, Segmentbogenportal und steilem Satteldach über Hohlkehle wurde 1640 erbaut. Der Innenraum ist mit einem Kreuzgewölbe gedeckt. | BDA-Hist.: Q37762757 Status: § 2a Stand der BDA-Liste: 2025-06-30 Name: Kapelle hl. Rochus GstNr.: .475                                      |
| ja    | Datei hochladen | Bauernhaus beim Schuechter Heinrich HERIS-ID: 46248 Objekt-ID: 47975 TKK: 69797         | Straßbergweg 7 Standort KG: Wildermieming            | Der zweigeschoßige Einhof mit Satteldach wurde Ende des 18./Anfang des 19. Jahrhunderts errichtet. Der Wohnteil ist gemauert mit einem offenen, geschnitzten Dachstuhl, der rückwärts anschließende Wirtschaftsteil ist über dem gemauerten Stall in Ständerbauweise gezimmert. Das karnisbogenförmiges Portal an der Giebelfassade wird über eine gemauerte, doppelläufige Freitreppe erschlossen. Darüber befinden sich klassizistische Wandmalereien mit Darstellungen der Maria Immaculata und der hll. Theresia, Katharina, Josef und Barbara. Im Inneren haben sich ein tonnengewölbter Erdgeschoßflur und weitere Bau- und Ausstattungsdetails erhalten. | BDA-Hist.: Q38020177 Status: Bescheid Stand der BDA-Liste: 2025-06-30 Name: Bauernhaus beim Schuechter Heinrich GstNr.: .359                 |
| ja    | Datei hochladen | Widum HERIS-ID: 56019 Objekt-ID: 64967 TKK: 29294                                       | Straßbergweg 8 Standort KG: Wildermieming            | Das zweigeschoßige Widum mit Satteldach wurde 1754 erbaut. Über dem Rundbogenportal an der Giebelfassade befindet sich ein Wandbild mit der Darstellung der hl. Afra. Das Innere weist einen kreuzgewölbten Flur im Erdgeschoß auf. | BDA-Hist.: Q38069534 Status: § 2a Stand der BDA-Liste: 2025-06-30 Name: Widum GstNr.: .399                                                   |
| ja    | Datei hochladen | Sagenkapelle, ehem. Wendelinkapelle HERIS-ID: 93721 Objekt-ID: 108794 TKK: 69789        | Standort KG: Wildermieming                           | Die offene, gemauerte Kapelle mit Satteldach stammt aus dem 19. Jahrhundert. Sie beherbergt im Inneren ein großes Kruzifix. | BDA-Hist.: Q37762826 Status: § 2a Stand der BDA-Liste: 2025-06-30 Name: Sagenkapelle, ehem. Wendelinkapelle GstNr.: 1889/159                 |